# Мінеральна (станція)
Мінера́льна — проміжна залізнична станція 5-го класу Дніпровської дирекції Придніпровської залізниці на одноколійній електрифікованій постійним струмом лінії Самар-Дніпровський — Павлоград I між станціями Орлівщина (12 км) та Павлоград I (26 км). Розташована між селами Карабинівка та Новоолександрівське Павлоградського району Дніпропетровської області.

## Пасажирське сполучення
Раніше на станції Мінеральна зупинялися приміські поїзди до станцій Авдіївка, Дніпро-Головний, Самар-Дніпровський, Синельникове I (нині скасовані).
До 2024 року через станцію курсував єдиний приміський електропоїзд сполученням Лозова — Покровськ. Наразі пасажирське сполучення тимчасово припинено на невизначений термін.